# Засс, Александр Иванович
Алекса́ндр Ива́нович Засс, более известный по сценическим именам «Удивительный Самсо́н» и просто «Самсо́н» (23 февраля [6 марта] 1888, хутор близ Вильны, Виленская губерния — 26 сентября 1962, Хокли, близ Лондона, Великобритания) — русский спортсмен, силач, артист цирка.

## Биография
Детские и юношеские годы Александра Засса прошли в Саранске Пензенской губернии. С юных лет он демонстрировал выдающиеся результаты, например, при собственном весе 66 кг выкручивал (делал жим с отклонением туловища) правой рукой 80 кг.
Уже в юные годы Засс начал разработку собственной системы тренировок, направленной на укрепление сухожилий. В основу этой системы легли изометрические упражнения, а не традиционное сокращение мышц под нагрузкой. Следование ей позволило Зассу, не обладавшему выдающимися физическими данными (рост — 167,75 см, вес не более 80 кг на пике, окружность грудной клетки при вдохе — 119 см, бицепсы — 41 см), иметь невероятную физическую силу и выступать с трюками, многие из которых были уникальными.
В 1908 году, в возрасте 20 лет, он впервые выступил в цирке Андржиевского в Оренбурге и затем выступал с силовыми номерами в российских цирках до начала Первой мировой войны.
Во время войны служил в русской армии в 180-м Виндавском полку, который в мирное время дислоцировался в Саранске. Прославился тем, что на своих плечах вынес с поля боя раненого под ним коня. В 1914 году Засс получил тяжёлые ранения шрапнелью в обе ноги и попал в плен к австрийцам. При первой же возможности он попытался бежать, для чего пришлось руками разорвать стальную решётку. Две попытки побега были неудачными, с третьей ему удалось покинуть лагерь военнопленных. Оказавшись в городе Капошвар на юге Венгрии, поступил в группу гастролировавшего там цирка Шмидта, известного по всей Европе. Именно на афишах этого цирка он впервые был назван Самсоном. Впоследствии познакомился с итальянским цирковым импресарио Пазолини и по долговременному контракту с ним выступал под именем Самсона. Он гастролировал в Италии, Франции, Германии, Швейцарии, Англии, Ирландии.
С 1924 года постоянно жил в Англии, откуда выезжал на гастроли в разные страны. Там же он был удостоен титула «Сильнейший человек Земли».
В 1925 г. в Лондоне вышла книга «Удивительный Самсон. Рассказано им самим», в которой повествовалось о перипетиях его судьбы. Засс опубликовал описания нескольких систем физического развития. Он изобрёл кистевой динамометр, сконструировал и изготовил пушку для аттракциона «Человек-снаряд». Знал несколько европейских языков.
Последнее публичное выступление в качестве силача состоялось в 1954 г., когда артисту было 66 лет. Впоследствии он работал дрессировщиком, у него было несколько лошадей, пони, собаки, обезьяны. Он также дрессировал слонов и львов в зоопарке, а на выступлениях носил на специальном коромысле сразу двух львов.
В сентябре 1962 года загорелся фургон с обезьянами, которые должны были участвовать в шоу Засса. Спасая животных из огня, он получил обширный ожог головы и был доставлен в больницу, где скончался от сердечного приступа. Похоронен близ Лондона в небольшом городке Хокли, где находился его дом.

## Память
Памятник Александру Зассу, выполненный скульптором А. Рукавишниковым, установлен перед зданием Оренбургского цирка. Открытие состоялось в 2008 году — в столетнюю годовщину первого выступления артиста с силовыми номерами.
Мемуары А. Засса, изданные в Лондоне в 1925 году, опубликованы в русском переводе Оренбургским книжным издательством в 2010 году. В книгу «Удивительный Самсон. Рассказано им самим… и не только» включены также более 130 иллюстраций — фотографий, документов, афиш.
Документальный фильм «Александр Засс. Русский Самсон» из цикла «Русские в мировой культуре» снят телеканалом «Культура» в 2019 году.